# Gale Harold
Gale Morgan Harold III (Decaur, Georgia; 10 de julio de 1969) es un actor estadounidense, conocido por sus papeles en Queer as Folk, Desesperate Housewives, Hellcats y The Secret Circle.

## Biografía
Hijo de un ingeniero y una agente de bienes raíces, es el segundo de tres hermanos. Harold se crio en un hogar con creencia pentecostal, pero a la edad de 15 años dejó la iglesia diciendo que "sabía que todo eran mentiras". El padre de Harold dejó la iglesia años después. 
Después de graduarse de The Lovett School en Atlanta, Georgia, Harold fue a la Universidad Americana de Washington D. C., tras obtener una beca de fútbol. Comenzó a estudiar el graduado de Bellas Artes en la Literatura románica pero "diferencias creativas" con su profesor le hicieron abandonar a mitad del curso. Decidió enfocarse en su interés por la fotografía y entonces estudiar Bellas Artes en el Instituto de arte de San Francisco, pero se vio obligado a cambiar sus planes de futuro tras malgastar su beca académica. 
Su pasión por las motocicletas italianas le mantuvo trabajando como restaurador de motos durante unos años hasta que en 1997, al borde de la ruina, Suzy Landau le animó a comenzar una nueva etapa en el mundo del cine. No dudó en trasladarse a Los Ángeles para comenzar un curso intensivo de tres años de arte dramático e interpretación. Esto lo condujo a su debut teatral en la obra Gillian Plowman's Me and My Friend, en el Los Angeles Theatre Center, siguiendo otras obras como Long Days Journey into Night, The Importance of Being Earnest, Miss Julie y Sweet Bird of Youth. En el año 2000 comenzó a rodar la versión norteamericana de la serie inglesa icono del mundo gay, Queer as Folk, donde interpretaba a Brian Kinney cuando terminó de grabarse la quinta y última temporada en 2005.
Gale Harold ha interpretado al conocido Wyatt Earp como personaje recurrente en la serie Deadwood (2006) y también ha participado en las series The Unit (2006), Law & Order (1999) y Street Time (2002). Además, ha colaborado en la producción del documental sobre Scott Walker 30 Century Man. Pero el papel por el que más se le conoce es el de Brian Kinney en 'Queer as Folk'
También ha hecho de agente Graham en los siete primeros capítulos de la serie Vanished (2006), creada por Josh Berman, guionista de CSI, y de paramédico nazi en la serie Anatomía de Grey (2008). Participó en el último capítulo de la cuarta temporada de "Desperate Housewives", y durante la quinta temporada interpretó el papel de novio de Susan Mayer. Otra de sus series de éxito fueron Hellcats'' y The Secret Circle. También apareció en la serie Defiance (2014), como personaje recurrente. Su última aparición en televisión fue en el año 2018 en un capítulo de la serie Mentes Criminales''
Entre las películas en las que ha participado destaca su papel protagonista en The Unseen, estrenada en Estados Unidos en el 2005, que habla de la homofobia y el racismo. Otras películas en las que ha actuado son 36 K (2000), Mental Hygiene (2001), Particles Of Truth (2003), Rhinoceros Eyes (2003), Wake (2003), Fathers And Sons (2004), Life On The Ledge (2004) Falling for Grace (2005) y Fertile Gound (2010).
En 2013 comienza el rodaje de Field of Lost Shoes y estrena su película Low Fidelity. Las últimas películas en las que ha participado son Andron: The black labyrinth, Kiss me Kill me,Echo Park, Weepah Way for Now y el cortometraje The green bench. Tiene pendiente de estreno la webserie Adoptable, escrita por su amigo y compañero de Queer as Folk Scott Lowell.

## Vida personal
El 14 de octubre de 2008, Harold fue hospitalizado en el Centro Médico LAC + USC después de un accidente de motocicleta. Permaneció en estado crítico después de que se descubriera la inflamación del cerebro y un hombro fracturado. Posteriormente, Harold fue liberado de cuidados intensivos y regresó para completar su papel en Desperate Housewives. La publicación en línea de motocicletas Clutch & Chrome, que había seguido de cerca su recuperación, celebró su nuevo papel de Hellcats con un artículo el 3 de agosto de 2010.
Durante los tiroteos de Vanished en 2006, Harold grabó un vídeo corto para la Fundación Amber Watch mostrando su apoyo a los niños desaparecidos. En el video declaró que "1.3 millones de niños en todo el país desaparecen cada año" e instó a las personas a ser defensores de la seguridad infantil. 
Harold apoya los derechos de la comunidad LGBT. El 16 de julio de 2012, en la primera fiesta anual Hot 100 organizada por el sitio web AfterEllen, grabó un video de It Gets Better enviando su mensaje y aconsejando a los adolescentes homosexuales que recuerden a sus héroes. 
Entre sus parejas está la actriz Yara Martínez con quien tuvo una relación de varios años, y a la que conoció en el rodaje de la serie Vanished
- Datos: Q350726
- Multimedia: Gale Harold / Q350726